# Fuyuko Matsui
Fuyuko Matsui (japanisch 松井 冬子 Matsui Fuyuko; * 20. Januar 1974 in Mori-machi, Shūchi-gun, Shizuoka-ken) ist eine japanische zeitgenössische Künstlerin, die sich auf die landeseigene Nihonga-Malerei der klassischen japanischen Moderne (kindai) des 19. Jahrhunderts spezialisiert hat.

## Leben
Matsui wuchs in der Stadt Mori in einem Haus auf, das sich seit vierzehn Generationen in Familienbesitz befand. Ihre Begeisterung für die Kunst entwickelte sich in der vierten Klasse, als sie eine prägende Begegnung mit einer Kopie der Mona Lisa hatte. Bevor sie mit dem Studium der Kunst begann, arbeitete sie als Büroangestellte und besuchte abends weiterbildende Seminare. Matsui, die sich zunächst für die westliche Ölmalerei interessiert hatte, begann ihr Kunststudium an der Tokyo University of the Arts mit 24 Jahren, 2002 schloss sie den Bachelor, 2004 ihren Magister ab. Ihr universitäres Abschlussprojekt hieß 世界中の子と友達になれる (Befreundet mit den Kindern auf der ganzen Welt). Sie promovierte als erster weiblicher Absolvent der Abteilung für japanische Malerei an ihrer Alma Mater. Ihre Dissertation trug den Titel 知覚神経としての視覚によって覚醒される痛覚の不可避 (Das unausweichliche Erwachen des Schmerzes durch visuelle Wahrnehmung über die Sinnesnerven). Matsui brachte die Nihonga-Technik als Malerei mit Mineralpigmenten auf Seidengrund sowie eine vormoderne Motivik zurück in das Repertoire japanischer Gegenwartskunst.

## Stil
Ihre Arbeiten können als Neo-Nihonga im kakejiku-Format (Rollbild-Format) gelten. Sie ist vor allem durch ihre faszinierende, handwerklich ausgefeilte Reihe neuer kusôzu („new kusôzu“), d. h. „Darstellungen der neun Schritte“ des Zerfalls einer Leiche, ein aus China stammendes Thema buddhistischer Malerei der Vergänglichkeit (in Japan seit dem 13. Jahrhundert), bekannt geworden – Körper in ästhetischem Zerfall und Auflösung, Surreales, Wahn und Heimsuchung wurden ihre Markenzeichen, ihre japonesque Kunst bereichert dergestalt das visuelle Arsenal des gothic-Kanons; nicht zuletzt wären ihre Bilder als yûrei ga (Geisterbilder) zu bezeichnen. Matsui bleibt mit ihrem Beitrag in der Kulturszene eine präsente Künstlerpersönlichkeit, die sich Mitte der 2000er Jahre ihrerseits inszeniert als charismatische „Schönheit“ (bijin) in japanischen Printmedien (z. B. Vogue Japan, Women of the Year 2006; AERA etc.), in Videobeiträgen und in Fernsehdokumentationen porträtiert fand. Ihre produktivste Zeit waren die 2000er Jahre, in denen sie eine Reihe von bemerkenswerten Nihonga schuf, die heute zum Teil auf dem Kunstmarkt gehandelt werden. Vertreten wird Matsui in Japan sowie international durch die Naruyama Gallery in Kudanshita, Tôkyô. In der Galerie Naruyama hatte sie 2005 ihre erste professionelle Werkschau. Über hundert Werke wurden in der großen Einzelausstellung „Becoming Friends with All the Children in the World“ (2011) im Yokohama Museum of Art, Kanagawa, präsentiert.
Anlässlich der Dreifachkatastrophe von Fukushima reagierte Matsui mit künstlerischen Beiträgen wie einem eigens entworfenen Blattfächer (uchiwa), auf dem die zum Wahrzeichen gewordene, letzte verbliebene Kiefer der Stadt Rikuzentakata gemalt ist. 2012 legte sie eine Video-Arbeit mit dem Titel Regeneration of a Breached Thought vor. 2022 präsentierte sie eine größere Anzahl von 48 Schiebewand-Gemälden (fusuma e) für den 2014 neu erbauten buddhistischen Tempel Rurikôin Byakurenge-dô im Stadtbezirk Shibuya, an denen sie sechs lange Jahre (wohl 2012–2018) gearbeitet hatte; die Wände waren einem buddhistischen Motto (möglicherweise auch einem modernen literarischen Vorbild – Okamoto Kanoko) gemäß unter dem Titel Shôjô ruten 生々流転 (Der ewige Kreis von Leben und Tod / Cycle of Life and Death) bemalt. Matsui fungierte in dieser Zeit zudem als Kulturbotschafterin der Olympischen Spiele in Japan (2020 / 2021) – offenbar ein Wandel der künstlerischen Agenda vom Provokativen hin zum Konsens.

## Themen
In ihren Bildern thematisiert Matsui vielfach die Transformationen des (weiblichen) Körpers, den Tod, Geister und surrealistisch angelegte Jenseitswelten, wobei sie japanische Künstler der Vormoderne (Sôga Shôhaku 曽我 蕭白, 18. Jhdt.), aber zudem moderne, westliche Imaginationswelten zitiert. Matsui nannte sich einmal einen Techno-Fan. Ihre Kunst des Dunklen, die man auch dem Begriff ikai bzw. der japanischen Renaissance des Phantastischen und Andersweltlichen seit den 1980er Jahren zuordnen könnte, positioniert sich dabei gegen die Pop-Strömung des Niedlichen („kawaii“), wie sie für die zeitgenössische japanische Kunst seit Nara Yoshitomo (* 1959) oder Kaga Atsushi (* 1978) typisch ist – wobei hier auf den zweiten Blick durchaus ebenfalls dunkle Aspekte wahrzunehmen wären. Die Malerin entwirft in den meist in den 2000er Jahren entstandenen wichtigen Werken traditionalistische Szenerien, unterlegt mit der psychologischen Sensibilität der Moderne und ihren Angstkulissen:

„Matsui beschwört die allseits gefürchteten Gespenster des inneren Selbst, des Unbekannten und der unaussprechlichen Schatten, die zwischen der persönlichen und der kollektiven Vergangenheit wandern.“

Im Prozess der malerischen Erforschung des Selbst rekurriert die als „provokativ“ geltende Künstlerin auf universelle Grundlagen aller Lebewesen – Leben und Tod, das Sexuelle, Narzissmus, Selbstverstümmelung, diese Welt und die nächste sowie Leidenschaften und Verlangen. Frauenfiguren sowie Tiere (Vogel, Barsoi-Hund, Schlange) und Pflanzen sind zentrale Motive ihrer Werke. Matsui trägt, wie man oft betont, den Standpunkt des weiblichen Geschlechts vor bzw. tritt in Ablehnung des männlichen Primats für die Beachtung der ihr einzig vertrauten weiblichen Perspektive ein, die einer patriarchalischen Gesellschaft wie Japan meist unterdrückt worden sei:

„Ich habe mich zwar von kusōzu inspirieren lassen, aber ich stimme nicht mit der buddhistischen Denkweise überein", erklärt die Künstlerin. "Ich glaube, das kusōzu wurde ursprünglich verwendet, um Männer zu lehren, dass auch schöne Frauen vergehen können und sie deshalb auf solche fleischlichen Wünsche verzichten sollten. Diese Denkweise ist sehr männerzentriert, und ich empfinde eine Abneigung dagegen. Auch die Konzepte des Shinto, wie das Verbot für menstruierende Frauen, einen Schrein zu betreten usw., sind meiner Meinung nach heute ziemlich sinnlos. Also habe ich versucht, einen neuen kusōzu zu malen - aus weiblicher Sicht. Wir haben in Japan nur wenige Künstlerinnen. Die meisten weiblichen Figuren, die man in der Kunst sieht, sind aus der Sicht des Mannes dargestellt, was sexuell hemmend sein kann oder abwertend auf Frauen wirkt. Aber ich bin eine weibliche Künstlerin und ich male weibliche Figuren aus weiblicher Sicht, mit Erfahrungen über die Situation von Frauen und Mädchen in Japan. Auf diese Weise kann ich die Realität malen.“

Eine dezidiert feministische Kunst und eine einschlägige Agenda seien aber nicht ihr Anliegen:

‘I don't have any message,’ she affirms. ‘I just want to tell how it feels to be a woman. Because I'm a woman and I don't have a man's body, I can only paint a woman’s feeling.’

Obwohl sie das Prinzip des Weiblichen mit dem Uterus gleichsetzt, vertritt sie keine Philosophie des Mütterlichen, wie es in der japanischen Kunst nicht selten beschworen wird, sondern lässt Melancholisches (manchmal wohl auch Gefühle der Wut, die psychischen Auswirkungen von fehlgeschlagener Kommunikation und die Leiden der Gegenwartsgesellschaft) anklingen und räumt ein, selbst keine allzu „glückliche Person“ zu sein:

“Regarding the ultimate purpose of the uterus that she paints in these pictures, Matsui, like a growing number of young Japanese women, is unmarried and childless, and seems inclined to stay that way. ‘No. I don't feel a bit of responsibility to have a baby. If 80% of the people all around the world think they were happy to be born, then I might. Also if I were more happy, I might have more children. I'm not usually a happy person.’”

## Werke
Zu ihren bemerkenswertesten Arbeiten zählen Yamôshô 夜盲症 (2005; Nyctalopia / Night Blind / Nachtblindheit), Ôgekyôjo-zu 桜下狂女図 (2006; Insane Woman under the Cherry Tree / Verrückte Frau unter dem Kirschbaum), Jôke no sakeme 成灰の裂目(2006; Crack in the Ashes / Zu Asche zerfallen), Shûkyoku ni aru itai no sanza 終極にある異体の散在 (2007; Scattered Deformities in the End / Am Ende verstreute Deformierungen), Mo no yorimichi 喪の寄り道 (2010; Promenade of the Mourning / Promenade der Trauer), Ayatori jozu 綾取女圖 (2013; String Figuring Woman / Bild einer Fäden webenden Frau) oder Jôsô no jizoku 浄相の持続 (2004; Keeping Up the Pureness / Fortsetzung der Reinigung).
Zu letzterem heißt es:

“Matsui depicts a nude woman lying in what appears to be a field or pond with flowers surrounding her. The woman is shown with a slit that goes from her chest down to her pelvis, with her organs spilling out. When the viewer starts to look closer at the woman’s figure they may take note of certain details, such as the fact that all the blood has started to drain from her heart and that it has an almost pale and translucent color to it. When you look closer at the woman’s uterus you will notice that there is an embryo curled up inside it, probably in the first few months of pregnancy. The woman’s head is also turned towards the viewer; although she is dead her eyes are still slightly opened and she has an almost victorious smile on her face.”

„Matsui stellt eine nackte Frau dar, die in einem Feld oder Teich zu liegen scheint und von Blumen umgeben ist. Die Frau ist mit einem Einschnitt dargestellt, der von ihrer Brust bis zu ihrem Becken reicht, aus dem ihre Organe hervortreten. Wenn der Betrachter sich die Figur der Frau näher ansieht, fallen ihm bestimmte Details auf, z. B. die Tatsache, dass das gesamte Blut aus ihrem Herzen zu fließen begonnen hat und dass es eine fast blasse und transparente Farbe aufweist. Wenn Sie sich die Gebärmutter der Frau genauer ansehen, werden Sie feststellen, dass sich darin ein Embryo eingenistet hat, der sich wahrscheinlich in den ersten Monaten der Schwangerschaft befindet. Auch der Kopf der Frau ist dem Betrachter zugewandt; obwohl sie tot ist, sind ihre Augen noch leicht geöffnet und sie hat ein fast siegreiches Lächeln im Gesicht.)“

## Ausstellungen

### Einzelausstellungen
- 2004  L’espoir Fuyuko Matsui Ausstellung Ginza Surugadai Kunstgalerie, Tokyo
- 2005  Fuyuko Matsui Ausstellung Naruyama Galerie, Tokyo
- 2007  Fuyuko Matsui NARCISSUS Naruyama Galerie, Tokyo
- 2008  Fuyuko Matsui Ausstellung Hirano Museum, Shizuoka
- 2010  Fuyuko MATSUI Ausstellung Galerie DA-END, Paris
- 2011  „Matsui Fuyuko Wohltätigkeitsauktion für den Wiederaufbau von Nordost-Japan“, Naruyama Galerie, Tokyo
- 2011  „Fuyuko MATSUI: Becoming Friends with All the Children in the World“, Yokohama Museum of Art, Kanagawa
- 2012  Fuyuko Matsui NIGHT BLIND Naruyama Galerie, Tokyo
- 2013  Fuyuko Matsui ENTROPY Naruyama Galerie, Tokyo
- 2018  Fuyuko Matsui "Der Kreislauf von Leben und Tod" Shinjyuku Rurikoin Temple

### Gruppenausstellungen
- 2006 MOT Annual 2006: No Border. Museum of Contemporary Art, Tokyo
- 2006 Nihonga Painting: Six Provocative Artists. Yokohama Museum of Art, Kanagawa
- 2006 SKETCH. Tokyo University of the Arts and Music, Tokyo
- 2006 15th Annual Scholarship Recipient Art Ausstellung. The Sato Museum of Art, Tokyo
- 2009 Medicine and Art, Mori Art Museum, Tokyo
- 2010 Koizumi Yakumo – The Secret of Lafcadio Hearn. Contemporary Art Museum, Kumamoto
- 2012 Phantoms of Asia, Asian Art Museum, San Francisco (USA)
- 2017 “JAPAN Spirits of Nature” Nordiska Akvarellmuseet (Schweden)
- 2019 “Japan Supernatural” Art Gallery of New South Wales (Australien)
- 2021 “FIGURE/S: drawing after Bellmer” Drawing Room（London, “Tokyo: ART&amp; PHOTOGRAPHY” Ashmolean Museum (Oxford)
- 2022 “Darkroom: FUYUKO MATSUI” Turku Art Museum (Finnland)

## Auszeichnungen
- 2006  佐藤美術館奨学生優秀賞 受賞 (Sato Museum of Art Stipendienpreis für herausragende Leistungen)
- 2006 VOGUE Nippon 2006 Women of the Year
- 2006 The Best Debutant of the Year, Art Section
- 2007 Nomura Art Award
- 2008 静岡県文化奨励賞 (Kulturförderpreis der Präfektur Shizuoka)
- 2010 Testimony of ROLEX JAPAN
- 2011 第 62 回 NHK 紅白歌合戦 ゲスト審査員 (Gastrichter des 62. NHK Gesangswettbewerbs)
- 2014 日本で最も影響力のある100人日経ビジネス(Nikkei Business: Die 100 einflussreichsten Menschen in Japan)
- 2015 東京2020 エンブレム委員会委員（東京オリンピック・パラリンピック競技大会組織委員会）(Mitglied des Komitees für das Emblem von Tokyo 2020 (Organisationskomitee für die Olympischen und Paralympischen Spiele in Tokyo))
- 2017 東京藝術大学130周年アンバサダー (Botschafter der University of the Arts von Tokyo anlässlich ihres 130-jährigen Bestehens)
- 2019 静岡県文化政策審議会委員(Ernennung zum Mitglied des Kulturpolitischen Ausschusses der Präfektur Shizuoka)
- 2019 大阪万博2025日本国際博覧会 ロゴマーク選考委員 (Ernennung zum Mitglied des Logo-Auswahlkomitees der JAPAN EXPO2025 in Osaka)